# Kűrium-hidroxid
A kűrium-hidroxid [Cm(OH)3] egy radioaktív vegyület. Először 1947-ben állították elő mérhető mennyiségben. Egy kűrium atomból és három hidroxilcsoportból áll. A kűrium-hidroxid az elsőként izolált kűriumvegyület.

## Fordítás
- Ez a szócikk részben vagy egészben  a   Curium hydroxide című angol Wikipédia-szócikk fordításán alapul.  Az eredeti cikk szerkesztőit annak laptörténete sorolja fel. Ez a jelzés csupán a megfogalmazás eredetét és a szerzői jogokat jelzi, nem szolgál a cikkben szereplő információk forrásmegjelöléseként.